# 富兰克林县 (俄亥俄州)
富蘭克林縣（英語：Franklin County）是位於美国俄亥俄州中部的一個縣，面積1,407平方公里。根據2020年美國人口普查，共有人口132萬3,807人。縣治哥倫布。該縣成立於1803年4月30日，縣名紀念美国开国元勋本傑明·富蘭克林。富兰克林县是俄亥俄州哥伦布大都会统计区的中心县。
富兰克林县，特别是哥伦布，一直是总统和国会政治的中心，最著名的是2000年總統選舉、2004年總統選舉和2006年期中選舉。富兰克林县是美国最大的大学之一俄亥俄州立大学的所在地，该大学哥伦布主校区拥有约60,000名学生。
它与法兰克福所在的肯塔基州富兰克林县同名。这使其成为同名县的两对首府城市之一，另外两个是印第安纳州和俄勒冈州的「马里恩县」。

## 历史
1803年3月30日，俄亥俄州政府授权创建富兰克林县。该县最初是罗斯县的一部分。居民以本杰明·富兰克林的名字命名该县。1816年，富兰克林县的哥伦布成为俄亥俄州首府。测量师于1812年对这座城市进行了规划，官员们于1816年将其合并。哥伦布不是俄亥俄州最初的首府，但州立法机关选择将州政府迁至那里，因为州政府曾短暂地位于奇利科西和曾斯维尔。哥伦布被选为新首都的所在地，因为它位于该州的中心位置，并且可以通过当时的主要交通路线（主要是河流）到达。立法机关选择它作为俄亥俄州的首府，而不是包括富兰克林顿、都柏林、沃辛顿和特拉华在内的其他一些竞争对手。
1802年5月5日，一群未来的定居者在康涅狄格州格兰比的埃伯·B ·克拉克牧师的家中创立了 Scioto 公司，目的是在俄亥俄州马斯金格姆河和大迈阿密河之间建立定居点。
1802年10月5日，赛欧托公司在格兰比再次召开会议，决定不购买皮克威平原赛欧托河沿岸的土地，而是购买距乔纳斯·斯坦伯里 (Jonas Stantbery) 及其合伙人以北30英里（48 公里）处的土地。美国独立战争将军乔纳森·代顿。以每英亩1.50美元的价格在磨石河（现称为奥伦唐吉河）沿岸购买16,000英亩（65 平方公里； 6,500公顷）。这片土地是以色列勒德洛于1797年勘测的美国军区的一部分，并划分为5英里（8.0公里）见方的乡镇。
在1812年州议会做出决定之前，哥伦布并不存在。这座城市最初被设计为该州的新首府，为在俄亥俄州的政治、经济和社会生活中发挥作用做好准备。从第一次破土动工到1816年迁都之间的这几年里，哥伦布和富兰克林县发展迅速。到1813年，工人们建造了一座监狱，第二年，居民在哥伦布建立了第一座教堂、学校和报纸。1861年，工人们完成了俄亥俄州议会大厦的建设。哥伦布和富兰克林县人口迅速增长，到1815年该市人口已达700人。1824年哥伦布正式成为县城。到1834年，哥伦布人口达到4,000人，正式提升为“城市”地位。

## 政治
在20世纪的大部分时间里，富兰克林县都是共和党的堡垒，俄亥俄州中部大部分地区长期以来也是如此。从1896年到1992年，除了五次之外，它几乎全部都是共和党。然而，自1996年以来的每次选举中，它都是民主党的，反映了全国大多数其他城市县的民主党化趋势。哥伦布及其北部和西部郊区的大部分地区倾向于民主党，而该县南部蓝领地区则倾向于共和党。从1996年到2004年，该县的民主党提名人以个位数的优势获胜，但2008年，该县的支持率大幅转向支持巴拉克·奥巴马 (Barack Obama)。在随后的每一次总统选举中，该县都向民主党倾斜，每位候选人都打破了该县之前的民主党得票率最高记录和该县历史上最大的民主党获胜优势记录。最近，民主党候选人乔·拜登以64.7%的选票和31.4%的优势赢得了该县。
在国会，它分为两个选区。哥伦布本身的大部分地区都位于第三选区，由民主党人乔伊斯·贝蒂代表。西南部分位于第15选区，由共和党人迈克·凯里代表。

## 地理
根据美国普查局的数据，该县总面积为544平方英里（1,410平方公里），其中532平方英里（1,380平方公里）为土地，11平方英里（28 平方公里）（2.1%）为土地。水。该县位于蒂尔平原和阿巴拉契亚高原陆地地区。
该县的水源为奥伦唐吉河和赛奥托河。该县的主要小溪包括大达比溪 (Big Darby Creek)、大核桃溪 (Big Walnut Creek) 和明矾溪 (Alum Creek)。县内有两个大型水库，胡佛水库和格里格斯水库。

### 邻近县份
- 德拉瓦郡（北）
- 费尔菲尔德县（东南部）
- 利金县（东部）
- 麦迪逊县（西）
- 皮克威郡（南）
- 尤寧郡（西北部）

## 人口
| 调查年                                                      | 人口      | 备注  | %±     |
| ----------------------------------------------------------- | --------- | ----- | ------ |
| 1810                                                        | 3,486     |       | —      |
| 1820                                                        | 10,292    |       | 195.2% |
| 1830                                                        | 14,741    |       | 43.2%  |
| 1840                                                        | 25,049    |       | 69.9%  |
| 1850                                                        | 42,909    |       | 71.3%  |
| 1860                                                        | 50,361    |       | 17.4%  |
| 1870                                                        | 63,019    |       | 25.1%  |
| 1880                                                        | 86,797    |       | 37.7%  |
| 1890                                                        | 124,087   |       | 43.0%  |
| 1900                                                        | 164,460   |       | 32.5%  |
| 1910                                                        | 221,567   |       | 34.7%  |
| 1920                                                        | 283,951   |       | 28.2%  |
| 1930                                                        | 361,055   |       | 27.2%  |
| 1940                                                        | 388,712   |       | 7.7%   |
| 1950                                                        | 503,410   |       | 29.5%  |
| 1960                                                        | 682,962   |       | 35.7%  |
| 1970                                                        | 833,249   |       | 22.0%  |
| 1980                                                        | 869,132   |       | 4.3%   |
| 1990                                                        | 961,437   |       | 10.6%  |
| 2000                                                        | 1,068,978 |       | 11.2%  |
| 2010                                                        | 1,163,414 |       | 8.8%   |
| 2020                                                        | 1,323,807 |       | 13.8%  |
| 2022年估计                                                  | 1,321,820 | [ 8 ] | −0.2%  |
| U.S. Decennial Census 1790-19601900-1990 1990-20002010-2020 |           |       |        |

### 2010年人口普查
截至2010年人口普查，全县有人口1,163,414人、477,235户、278,030个家庭。人口密度为每平方英里2,186.1人（844.1人/平方千米）。共有527,186套住房，平均密度为每平方英里990.6套（382.5套/平方公里）。该县的种族构成为：69.2% 为白人，21.2% 为黑人或非裔美国人，3.9% 为亚裔，0.2% 为美洲印第安人，0.1% 为太平洋岛民，2.3% 为其他种族，3.0% 为两个或以上种族。西班牙裔或拉丁裔血统占总人口的 4.8%。就血统而言，24.2%是德国人，14.4%是爱尔兰人，9.1%是英国人，5.5% 是意大利人，5.0% 是美国本土血统。